# Jackson (rivière)
Pour les articles homonymes, voir Jackson.
La Jackson est une rivière des États-Unis de 154 km de long qui coule dans l'État de Virginie dans les Appalaches. Elle forme la James River en confluant avec la Cowpasture.

## Source de la traduction
- (en) Cet article est partiellement ou en totalité issu de l’article de Wikipédia en anglais intitulé « Jackson River (Virginia) » (voir la liste des auteurs).